# Olena Voronina
Olena Oleksandrivna Voronina (Kharkiv, 5 de maio de 1990) é uma esgrimista ucraniana, medalhista olímpica.

## Carreira
Olena Voronina representou seu país nos Jogos Olímpicos de Verão de 2016, no sabre. Conseguiu a medalha de prata no sabre equipes.